# Hext
Hext est une communauté rurale non incorporée située dans le Comté de Beckham en Oklahoma.
Fondée en 1901, elle a été nommée d'après un de ses habitants, William Hext.
Elle est située sur la Route 66. L'ancienne station à essence a été transformée en habitation et les pompes ont été retirées.
L'activité économique est exclusivement lié à l'élevage et à l'agriculture.